# Земаљско антифашистичко веће народног ослобођења Санџака
Земаљско антифашистичко веће народног ослобођења Санџака (ЗАВНОС) је било највише политичко и представничко тело народа Санџака, током Народноослободилачког рата народа Југославије од 1943. до 1945. године. Оно је руководило Народноослободилачком борбом народа Санџака и радом Народноослободилачких одбора на ослобођеној територији Санџака. У току НОР-а одржана су два заседања ЗАВНО Санџака.

## Историјат

### Оснивање
Идеја за стварање ЗАВНО Санџака, потекла је Врховног команданта НОВ и ПОЈ Јосипа Броза Тита, на основу опредељења удружења студента Београдског универзитета који су били из Санџака и који су се пре почетка Другог светског рата залагали за добијање аутономије Санџака.
У писму упућеном у јесен 1943. године Ивану Милутиновићу, делегату ЦК КПЈ, Тито изражава жељу да се формира једно веће за целу територију Црне Горе, Боке, Санџака и Метохије. У писму се наводи: „Сматрам да би било потребно да ви што прије приступите у Црној Гори, Боки, Санџаку и Метохији - припремању конференције антифашистичког вијећа народног ослобођења за те крајеве, и то, по могућству, одоздо, демократским путем, тајним бирањем по срезовима“.. Међутим ова идеја, није испоштована. Иван Милутиновић је 15. октобра 1943. године одговорио Титу да је основано Земаљско антифашистичко веће за Црну Гору и Боку, и у писму уопште не спомиње Санџак и Метохију.
Истовремено, у јесен 1943. године, капитулацијом Италије, дошло је ослобођења Пљевља, Бијелог Поља, Нове Вароши, Прибоја и дела Новог Пазара, Тутина и Сјенице, што је изазвало убрзано распламсавање Народноослободилачког покрета (НОП) у овим местима, и неколико месеци касније довело до оснивања ЗАВНО Санџака. На ослобођеној територији били су одржани избори за сеоске, општинске и среске Народноослободилачке одборе (НОО). Идеја за оснивањем се у великој мери заснивала и на масовном учешћу народа Санџака у Народноослободилачкој борби. Иницијативни одбор за оснивање ЗАВНО Санаџака чинили су Сретен Вукосављевић, социолог и професор Београдског универзитета и Мурат Шећерагић, муфтија и врховни шеријатски судија и комесар Исламске верске заједнице за Санџак, Црну Гору и Србију у Краљевини Југославији.
О разлозима оснивања се говори у писму Иницијативног одбора ЗАВНО Санџака: „На иницијативу АВНОЈ-а концем новембра 1943. године основано је ЗАВНО Санџака, иако у одлукама Другог заседања (АВНОЈ-а) Санџак није предвиђен као федерална јединица... Ово оснивање било је условљено развојем прилика у Санџаку. Окупатору и издајницима нашег народа било је успјело да заоштре односе између српског и муслиманског живља што је свакако за народ Санџака имало последица“.

### Прво заседање
Прво заседање ЗАВНО Санџака одржано је 20. новембра 1943. године у Пљевљима, у присусутву 252 делегата из свих делова Санџака. Ови представници били су изабрани на среским конференцијама Народноослободилачких одбора, после одржавања избора.
На заседању је изабрано 62 већника ЗАВНО Санџака, и то - 14 из пљеваљског и бијелопољског среза, 12 из милешевског среза и по 11 из срезова Прибој и Нова Варош. Међу изабраним већницима било је припадника свих националности, социјалне структуре и вероисповести, а веће је такође укључивало и пет жена. Како се наводи писму Иницијативног одбора, на Оснивачкој скупштини били су присутни сви „који су својим држањем и радом у народноослободилачкој борби доказали своју љубав према народу и слободи, који заиста леже интереси наше борбе, нашег народа, братства Срба и Муслимана, њихове будућности и слободе“.. Тада је формирано и руководство ЗАВНО Санџака - Извршни одбор од 7 чланова и Председништво од 4 члана, као и 8 већника и њихових заменика за Друго заседање АВНОЈ-а у Јајцу. За председник ЗАВНО Санџака изабран је Сретен Вукосављевић, а за потпредседника Мурат Шећерагић.
Основни задаци ЗАВНО Санџака, усвојени на његовом Првом заседању били су стварање борбеног јединства између српског и муслиманског становништва у Санџаку, организовање живота на слободној територији и руковођење Народноослободилачким одборима, као и пружање помоћи јединицама НОВ и ПОЈ. У току рата руководство Народноослободилачког покрета је сматрала да се питање државности Санџака може решити - стварањем засебне федералне јединице или укључивањем његових делова у састав постојећих федералних јединица Црне Горе и Србије. Пошто је превагнула друга опција, одлучено је да се ЗАВНО Санџака расформира.

### Друго заседање
Друго ванредно заседање ЗАВНО Санџака одржано је од 25. до 29. марта 1945. године у Новом Пазару. На овом заседању ЗАВНО Санџака је закључио да се подручје Санџака подели између Црне Горе и Србије - прибојски, милешевски, златарски, сјенички, дежевски и штавички срез припао је Федералној Држави Србији, а пљеваљски и бјелопољски срез припао је Федералној Држави Црној Гори. На истом заседању одлучено је да се ЗАВНО Санџака распусти, а да се његови већници, из срезова који су припали Србији, образују скупштину и изаберу Извршни одбор.
ЗАВНО Санџака је током свог постојања послужило сврси - распламсавању Народноослободилачке борбе у Санџаку и ширењу Народноослободилачког покрета, али није успело да прерасте у федералну јединицу Нове Југославије, што је наишло на негодовање дела руководства ЗАВНОС-а. Одлука о подели Санџака донета је на седници Председништва АВНОЈ-а без претходног изјашњавања народа, супротно вољи дела политичког руководства овог управног подручја, и утицала је да један део водећих људи Санџака не учествује у њеној примени. За део мањине радило се о „политичкој грешци“. Сретен Вукосављевић, председник и Мирко Ћуковић, трећи потпредседник ЗАВНО Санџака, одбили су да присуствују последњем заседању ЗАВНО Санџака. Они нису ни потписали одлуку од 29. марта 1945. године, већ су то учинили први потпредседник Мурат Шећерагић и други потпредседник Душан Ивковић.